# Senostoma hirsutilunula
Senostoma hirsutilunula är en tvåvingeart som beskrevs av Barraclough 1992. Senostoma hirsutilunula ingår i släktet Senostoma och familjen parasitflugor. Inga underarter finns listade i Catalogue of Life.